# Yōichi Wada
 (juin 2017).
Yōichi Wada (和田 洋一, Wada Yōichi, né le 28 mai 1959) était le président de Square Enix. Il fut précédemment président de Square et garda ce titre lors de la fusion avec Enix. Il est également président de la Computer Entertainment Supplier's Association (CESA). Il démissionna en 2013 en raison des mauvaise ventes des derniers jeux édités par la firme, dont le reboot de Tomb Raider et Sleeping Dogs et a été remplacé par Yosuke Matsuda.